# Victor Laloux
Victor Alexandre Frederic Laloux (n. 15 noiembrie 1850, Tours — d. 1937, Paris) a fost un arhitect francez care a creat clădiri în stilul arhitectural numit Beaux-Arts.  Laloux este cel mai adesea asociat cu fațada realizată din piatră a gării pariziene Gare d'Orsay, care este azi un muzeu, Musée d'Orsay. 
Lucrările lui Laloux sunt eclectice, foarte bogat ornamentate, putând fi încadrate în curentul arhitectural predat la Academia de arte frumoase din Paris, École des Beaux-Arts, deși multe dintre acestea amintesc mai mult de un rococo târziu. Clădirile proiectate de el, printre care gara din Tours, Biserica St. Martin din Tours, reconstruită, ilustrează stilul numit „Beaux-Arts” și au servit ca modele pentru arhitectura americană.
Fiind unul dintre cei mai de seamă exponenți ai academismului clasic târziu, Victor Laloux a fost apreciat atât în țara sa cât și pe alte meleaguri,  Astfel, a fost recompensat cu Prix de Rome în 1878 și cu medalia americană AIA Gold Medal. 